# Distrito de Provins
El distrito de Provins es un distrito (en francés arrondissement) de Francia, que se localiza en el departamento de Sena y Marne (en francés Seine-et-Marne), de la región de Isla de Francia. Cuenta con 9 cantones y 165 comunas.

## División territorial

### Cantones
Los cantones del distrito de Provins son:
1. Cantón de Bray-sur-Seine
2. Cantón de Donnemarie-Dontilly
3. Cantón de La Ferté-Gaucher
4. Cantón de Montereau-Fault-Yonne
5. Cantón de Nangis
6. Cantón de Provins
7. Cantón de Rebais
8. Cantón de Rozay-en-Brie
9. Cantón de Villiers-Saint-Georges

### Comunas
| 1. Amillis (77002)                    | 2. Augers-en-Brie (77012)               | 3. Baby (77015)                       | 4. Balloy (77019)                    | 5. Bellot (77030)                  |
| 6. Bannost-Villegagnon (77020)        | 7. Barbey (77021)                       | 8. Bernay-Vilbert (77031)             | 9. Bazoches-lès-Bray (77025)         | 10. Beauchery-Saint-Martin (77026) |
| 11. Beton-Bazoches (77032)            | 12. Bezalles (77033)                    | 13. Boisdon (77036)                   | 14. Boitron (77043)                  | 15. Bray-sur-Seine (77051)         |
| 16. La Brosse-Montceaux (77054)       | 17. Cannes-Écluse (77061)               | 18. Cerneux (77066)                   | 19. Cessoy-en-Montois (77068)        | 20. Chalautre-la-Grande (77072)    |
| 21. Chalautre-la-Petite (77073)       | 22. Chalmaison (77076)                  | 23. Champcenest (77080)               | 24. La Chapelle-Iger (77087)         | 25. La Chapelle-Moutils (77093)    |
| 26. La Chapelle-Rablais (77089)       | 27. La Chapelle-Saint-Sulpice (77090)   | 28. Chartronges (77097)               | 29. Chauffry (77106)                 | 30. Chenoise (77109)               |
| 31. Chevru (77113)                    | 32. Choisy-en-Brie (77116)              | 33. Châteaubleau (77098)              | 34. Châtenay-sur-Seine (77101)       | 35. Courcelles-en-Bassée (77133)   |
| 36. Courchamp (77134)                 | 37. Courpalay (77135)                   | 38. Courtacon (77137)                 | 39. Coutençon (77140)                | 40. Crèvecœur-en-Brie (77144)      |
| 41. La Croix-en-Brie (77147)          | 42. Cucharmoy (77149)                   | 43. Dagny (77151)                     | 44. Dammartin-sur-Tigeaux (77154)    | 45. Donnemarie-Dontilly (77159)    |
| 46. Doue (77162)                      | 47. Esmans (77172)                      | 48. Everly (77174)                    | 49. La Ferté-Gaucher (77182)         | 50. Fontenay-Trésigny (77192)      |
| 51. Fontaine-Fourches (77187)         | 52. Fontains (77190)                    | 53. Forges (77194)                    | 54. Frétoy (77197)                   | 55. Gastins (77201)                |
| 56. Gouaix (77208)                    | 57. La Grande-Paroisse (77210)          | 58. Gravon (77212)                    | 59. Grisy-sur-Seine (77218)          | 60. Gurcy-le-Châtel (77223)        |
| 61. Hautefeuille (77224)              | 62. Hermé (77227)                       | 63. Hondevilliers (77228)             | 64. La Houssaye-en-Brie (77229)      | 65. Jaulnes (77236)                |
| 66. Jouy-le-Châtel (77239)            | 67. Jouy-sur-Morin (77240)              | 68. Jutigny (77242)                   | 69. Laval-en-Brie (77245)            | 70. Lescherolles (77247)           |
| 71. Leudon-en-Brie (77250)            | 72. Lizines (77256)                     | 73. Longueville (77260)               | 74. Le Plessis-Feu-Aussoux (77365)   | 75. Les Chapelles-Bourbon (77091)  |
| 76. Louan-Villegruis-Fontaine (77262) | 77. Luisetaines (77263)                 | 78. Léchelle (77246)                  | 79. Lumigny-Nesles-Ormeaux (77264)   | 80. Maison-Rouge (77272)           |
| 81. Marles-en-Brie (77277)            | 82. Marolles-en-Brie (77278)            | 83. Marolles-sur-Seine (77279)        | 84. Les Marêts (77275)               | 85. Meigneux (77286)               |
| 86. Meilleray (77287)                 | 87. Melz-sur-Seine (77289)              | 88. Misy-sur-Yonne (77293)            | 89. Mons-en-Montois (77298)          | 90. Montceaux-lès-Provins (77301)  |
| 91. Montdauphin (77303)               | 92. Montereau-Fault-Yonne (77305)       | 93. Montenils (77304)                 | 94. Montigny-Lencoup (77311)         | 95. Montigny-le-Guesdier (77310)   |
| 96. Montolivet (77314)                | 97. Mortery (77319)                     | 98. Mortcerf (77318)                  | 99. Mousseaux-lès-Bray (77321)       | 100. Mouy-sur-Seine (77325)        |
| 101. Nangis (77327)                   | 102. Neufmoutiers-en-Brie (77336)       | 103. Noyen-sur-Seine (77341)          | 104. Orly-sur-Morin (77345)          | 105. Les Ormes-sur-Voulzie (77347) |
| 106. Paroy (77355)                    | 107. Passy-sur-Seine (77356)            | 108. Poigny (77368)                   | 109. Provins (77379)                 | 110. Pécy (77357)                  |
| 111. Pézarches (77360)                | 112. Rampillon (77383)                  | 113. Rebais (77385)                   | 114. Rouilly (77391)                 | 115. Rozay-en-Brie (77393)         |
| 116. Rupéreux (77396)                 | 117. Sablonnières (77398)               | 118. Saint-Barthélemy (77402)         | 119. Saint-Brice (77403)             | 120. Saint-Cyr-sur-Morin (77405)   |
| 121. Saint-Denis-lès-Rebais (77406)   | 122. Saint-Germain-Laval (77409)        | 123. Saint-Germain-sous-Doue (77411)  | 124. Saint-Hilliers (77414)          | 125. Saint-Just-en-Brie (77416)    |
| 126. Saint-Léger (77417)              | 127. Saint-Loup-de-Naud (77418)         | 128. Saint-Mars-Vieux-Maisons (77421) | 129. Saint-Martin-des-Champs (77423) | 130. Saint-Ouen-sur-Morin (77429)  |
| 131. Saint-Martin-du-Boschet (77424)> | 132. Saint-Rémy-la-Vanne (77432)</smal> | 133. Saint-Sauveur-lès-Bray (77434)   | 134. Saint-Siméon (77436)            | 135. Sainte-Colombe (77404)        |
| 136. Salins (77439)                   | 137. Sancy-lès-Provins (77444)          | 138. Savins (77446)                   | 139. Sigy (77452)                    | 140. Sognolles-en-Montois (77454)  |
| 141. Soisy-Bouy (77456)               | 142. Sourdun (77459)                    | 143. Thénisy (77461)                  | 144. Tigeaux (77466)                 | 145. Touquin (77469)               |
| 146. La Tombe (77467)                 | 147. La Trétoire (77472)                | 148. Vanvillé (77481)                 | 149. Varennes-sur-Seine (77482)      | 150. Vaudoy-en-Brie (77486)        |
| 151. Verdelot (77492)                 | 152. Vieux-Champagne (77496)            | 153. Villenauxe-la-Petite (77507)     | 154. Villeneuve-les-Bordes (77509)   | 155. Villeneuve-le-Comte (77508)   |
| 156. Villeneuve-Saint-Denis (77510)   | 157. Villiers-Saint-Georges (77519)     | 158. Villiers-sur-Seine (77522)       | 159. Villeneuve-sur-Bellot (77512)   | 160. Villuis (77523)               |
| 161. Vimpelles (77524)                | 162. Voinsles (77527)                   | 163. Voulton (77530)                  | 164. Vulaines-lès-Provins (77532)    | 165. Égligny (77167)               |